# Orde van de Republiek Macedonië

De Orde van de Republiek Macedonië is een zogenaamde "Grote orde" met een enkele graad. De orde werd bestemd voor staatshoofden en vooraanstaande figuren in het openbare leven in Noord-Macedonië. 
De versierselen bestaan uit een keten en een ster, beiden met het zonnemotief dat al in de oudheid een embleem van Macedonië was. De op de borst gedragen ronde ster heeft dertig op zilveren ondergrond geplaatste briljanten rond een gouden zonneschijf met een enkele centrale robijn. Rond de zilveren schijf staan dertig kleine gouden stalen. De ster aan de keten mist de dertig stralen. Een dergelijke onderscheiding met briljanten wordt in veel landen gereserveerd voor bezoekende en door het staatshoofd tijdens een staatsbezoek bezochte staatshoofden.
Men kan het kleinood in plaats van aan een keten ook aan een breed lint over de rechterschouder op de linkerheup dragen. Het lint is rood met twee smalle gele strepen.